# 訟務局
訟務局（しょうむきょく）は、 法務省の内部部局の一つ。国の利害に関係のある民事訴訟や行政訴訟（国家賠償訴訟を含む）に関する事務をつかさどる。

## 沿革
- 1952年（昭和27年）8月1日：法務府の法務省への改称に伴い、民事法務長官、民事訟務局及び行政訟務局を廃し訟務局を設置。
- 1968年（昭和43年）6月15日：1省1局削減措置に基づき、訟務局が廃止され大臣官房訟務部を設置。
- 1976年（昭和51年）6月21日：大臣官房訟務部を廃止し、訟務局を再び設置。
- 2001年（平成13年）1月6日：中央省庁再編に伴い、訟務局を廃止し、その所掌事務を大臣官房へ移管。
- 2015年（平成27年）4月10日：大臣官房の訟務部門を移管し、訟務局を設置[1]。

## 組織
局長は、判検交流により最高裁判所から法務省局付け検事に割り当てられた裁判官である。訟務検事はほぼ検事である。他にも裁判官から出向して検察官の充て職としての法務省職員となっている例がある。
- 訟務局長
- 参事官(2人)
- 訟務企画課
  - 訟務調査室
- 民事訟務課
- 行政訟務課
- 租税訟務課
- 訟務支援課

## 歴代訟務局長
| 氏名                         | 在任機関                       | 在任機関 |
| 法務省大臣官房訟務部長       | 法務省大臣官房訟務部長         | 前職・後職 |
| ---------------------------- | ------------------------------ | --- |
| 香川保一                     | 1969年12月27日 - 1972年9月28日 | 裁判官（1949年 - 1950年、1979年 - 1991年）、最高裁判所裁判官                                                                          |
| 貞家克己                     | 1972年9月29日 - 1976年6月21日  | 裁判官（1948年 - 1953年、1977年 - 1993年退官）、建設省中央建設工事紛争審査会委員                                                      |
| 法務省訟務局長               | 法務省訟務局長                 | 前職・後職 |
| 貞家克己                     | 1976年6月21日 - 1977年12月16日 | |
| 蓑田速夫                     | 1977年12月17日 - 1980年2月24日 | 裁判官（1951年 - 1977年、1980年 - 1990年退官）                                                                                        |
| 柳川俊一                     | 1980年2月25日 - 1983年7月14日  | 裁判官（1952年 - 1980年、1983年 - 1987年退官）                                                                                        |
| 藤井俊彦                     | 1983年7月15日 - 1985年7月24日  | |
| 菊池信男                     | 1985年7月25日 - 1988年6月2日   | 裁判官（1957年 - 1975年、1981年 - 1983年、1988年 - 1998年退官）                                                                       |
| 岩佐善巳                     | 1988年6月3日 - 1990年8月31日   | 裁判官（1959年 - 1961年年、1974年 - 1985年、1990年 - 1996年退官）                                                                     |
| 加藤和夫                     | 1990年9月1日 - 1993年12月21日  | 裁判官（1963年 - 1974年、1979年 - 1990年、1993年 - 2001年退官）、公害等調整委員会委員長                                               |
| 増井和男                     | 1993年12月22日 - 1996年9月4日  | 裁判官（1966年 - 1993年、1996年 - 2004年退官）、慶應義塾大学大学院客員教授。                                                          |
| 森脇勝                       | 1996年9月5日 - 1997年7月6日    | 裁判官（1968年 - 1971年、1976年 - 1984年、1994年 - 2007年退官）、法務省難民審査参与員                                                 |
| 細川清                       | 1997年7月7日 - 1998年6月23日   | 裁判官（1967年 - 1976年、1996年 - 2012年退官）、公正取引委員会委員                                                                    |
| 山崎潮                       | 1998年6月24日 - 2001年1月5日   | 裁判官（1970年 - 1984年、1992年 - 1994年、2004年 - 2006年死亡）、司法制度改革推進本部事務局長                                         |
| 法務省大臣官房訟務総括審議官 | 法務省大臣官房訟務総括審議官   | 前職・後職 |
| 都築弘                       | 2001年1月6日 - 2005年1月17日   | 裁判官（1973年 - 1980年、1985年 - 1990年、1998年 - 2001年、2005年 - 2011年退官）、中央労働委員会会長代理                              |
| 大竹たかし                   | 2005年1月18日 - 2007年7月9日   | 裁判官（1976年 - 1996年年、2000年 - 2005年、2007年 - 2015年退官）、弁護士                                                             |
| 貝阿彌誠                     | 2007年7月10日 - 2009年7月13日  | 裁判官（1978年 - 1994年、1998年 - 2016年退官）、弁護士                                                                                |
| 須藤典明                     | 2009年7月14日 - 2011年7月31日  | 裁判官（1980年 - 昭和58年、1988年 - 2009年、2011年 - 2015年退官）、弁護士、日本大学大学院教授、原子力損害賠償紛争解決センター総括委員 |
| 青野洋士                     | 2011年8月1日 - 2013年7月31日   | 裁判官（1982年 - 1990年、1994年 - 2011年、2013年 - 2017年退官）、公証人                                                               |
| 都築政則                     | 2013年8月1日 - 2015年4月9日    | 裁判官（1985年 - 1993年、1999年 - 2013年、2015年 - 2017年退官）、公害等調整委員会委員                                                 |
| 法務省訟務局長               | 法務省訟務局長                 | 前職・後職 |
| 定塚誠                       | 2015年4月10日 - 2017年7月6日   | 裁判官（1985年 - 1992年、1994年 - 2015年、2017年 - 2022年退官）、弁護士。妻に厚労省官僚の定塚由美子。                                 |
| 舘内比佐志                   | 2017年7月7日 - 2020年9月14日   | 裁判官（1988年 - 1992年、1994年 - 2006年、2011年 - 2017年、2020年 - ）                                                                |
| 武笠圭志                     | 2020年9月15日 - 2022年8月31日  | 裁判官（1992年 - 2001年、2004年 - 2013年、2022年 - ）、札幌地裁所長                                                                   |
| 春名茂                       | 2022年9月1日 -                 | 裁判官（1994年 - 2019年）、最高裁行政局                                                                                               |